# Capitolo secondo
Capitolo secondo (Chapter Two) è un film del 1979 diretto da Robert Moore, ispirato ad una commedia di Neil Simon, con James Caan e Marsha Mason.

## Trama
George Schneider, scrittore di libri gialli, ha perduto da poco la moglie Barbara che amava moltissimo: un viaggio in Europa non è servito ad alleviare il dolore e i rimpianti, e gli sforzi di suo fratello Leo, per fargli conoscere altre donne, lo irritano. Jennie MacLaine, attrice di teatro, ha appena divorziato dal marito giocatore di baseball. Un errore di Leo fa sì che George e Jennie si conoscano, prima telefonicamente, poi di persona e che si piacciano così tanto da sposarsi.